# Paul Wolfisberg
Paul Wolfisberg (Horw, Luzern kanton, 1933. június 15. – Horw, 2020. augusztus 24.) svájci labdarúgó, csatár, edző. A svájci válogatott szövetségi kapitánya (1981–1985).

## Pályafutása

### Játékosként
1950 és 1954 között az FC Luzern, 1954–55-ben az FC Biel-Bienne, 1955 és 1966 között ismét az FC Luzern labdarúgója volt.

### Edzőként
1966 és 1973 között az SC Buochs edzőjeként dolgozott. 1975-ben illetve 1978 és 1981 között korábbi klubja az FC Luzern vezetőedzője volt. Közben 1975 és 1977 között az SC Kriens csapatánál tevékenykedett. 1981 és 1985 között a svájci válogatott szövetségi kapitánya volt.